# Compsophis fatsibe
Compsophis fatsibe är en ormart som beskrevs av Mercurio och Andreone 2005. Compsophis fatsibe ingår i släktet Compsophis och familjen snokar. Inga underarter finns listade i Catalogue of Life.
Arten förekommer på norra Madagaskar i regioner som ligger 300 till 1100 meter över havet. Den lever i fuktiga skogar och den registrerades i skogar som förändrades av människan. Compsophis fatsibe är nattaktiv och den klättrar ibland i träd. Honor lägger ägg.
Beståndet hotas av skogsavverkningar när jordbruksmark etableras. Populationen minskar något och utbredningsområdet är begränsat. IUCN kategoriserar arten globalt som nära hotad.